# AOKIホールディングス

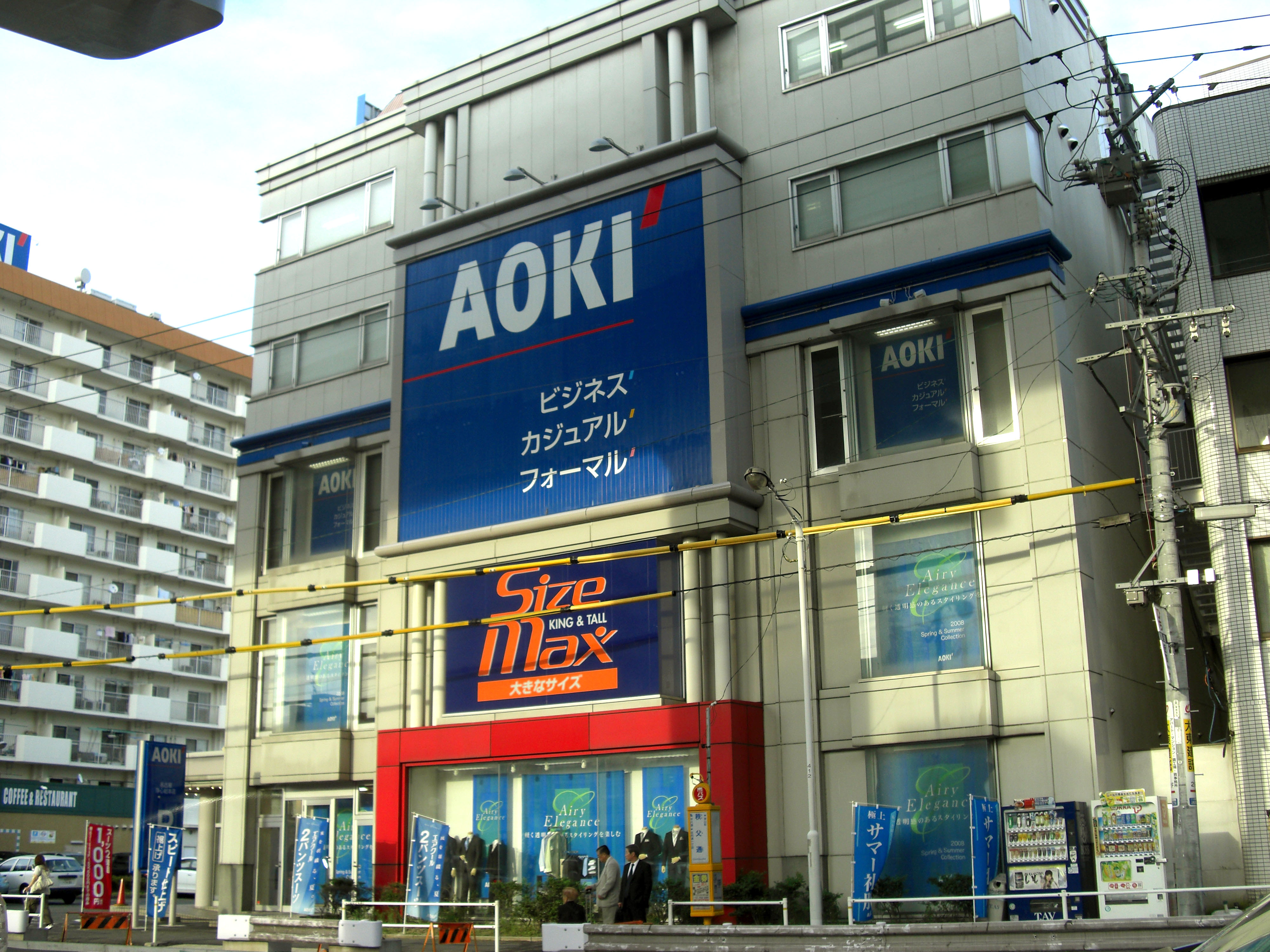
AOKI名古屋浄心総本店

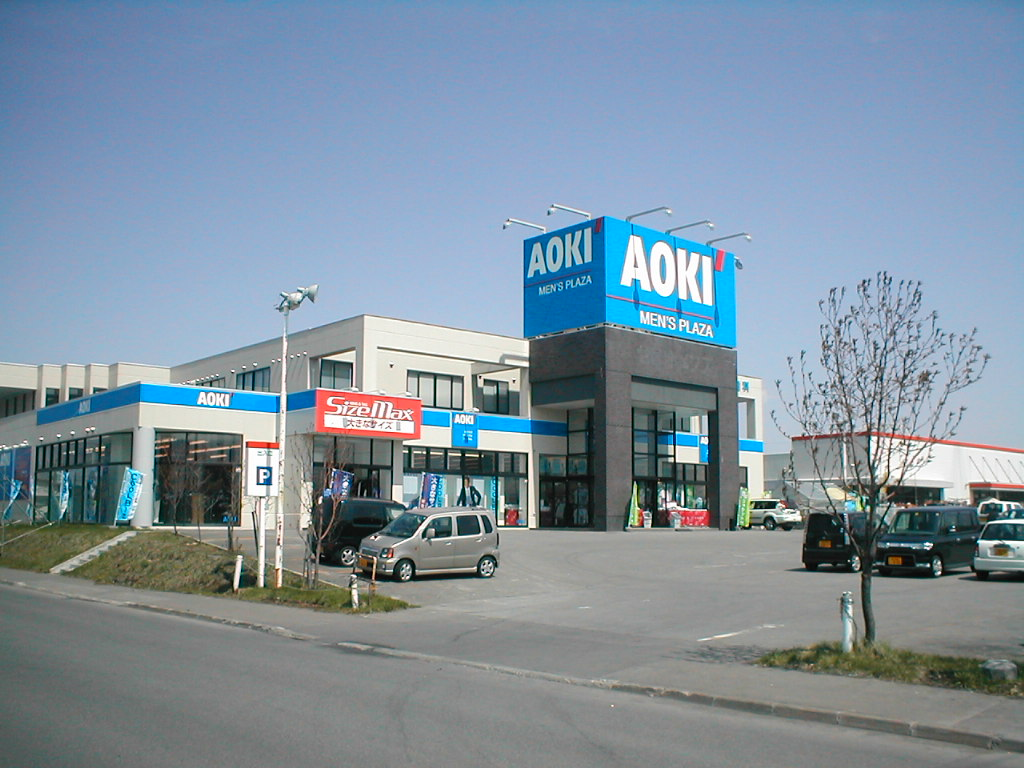
紳士衣料専門店「AOKI」旭川永山パワーズ店（北海道旭川市）

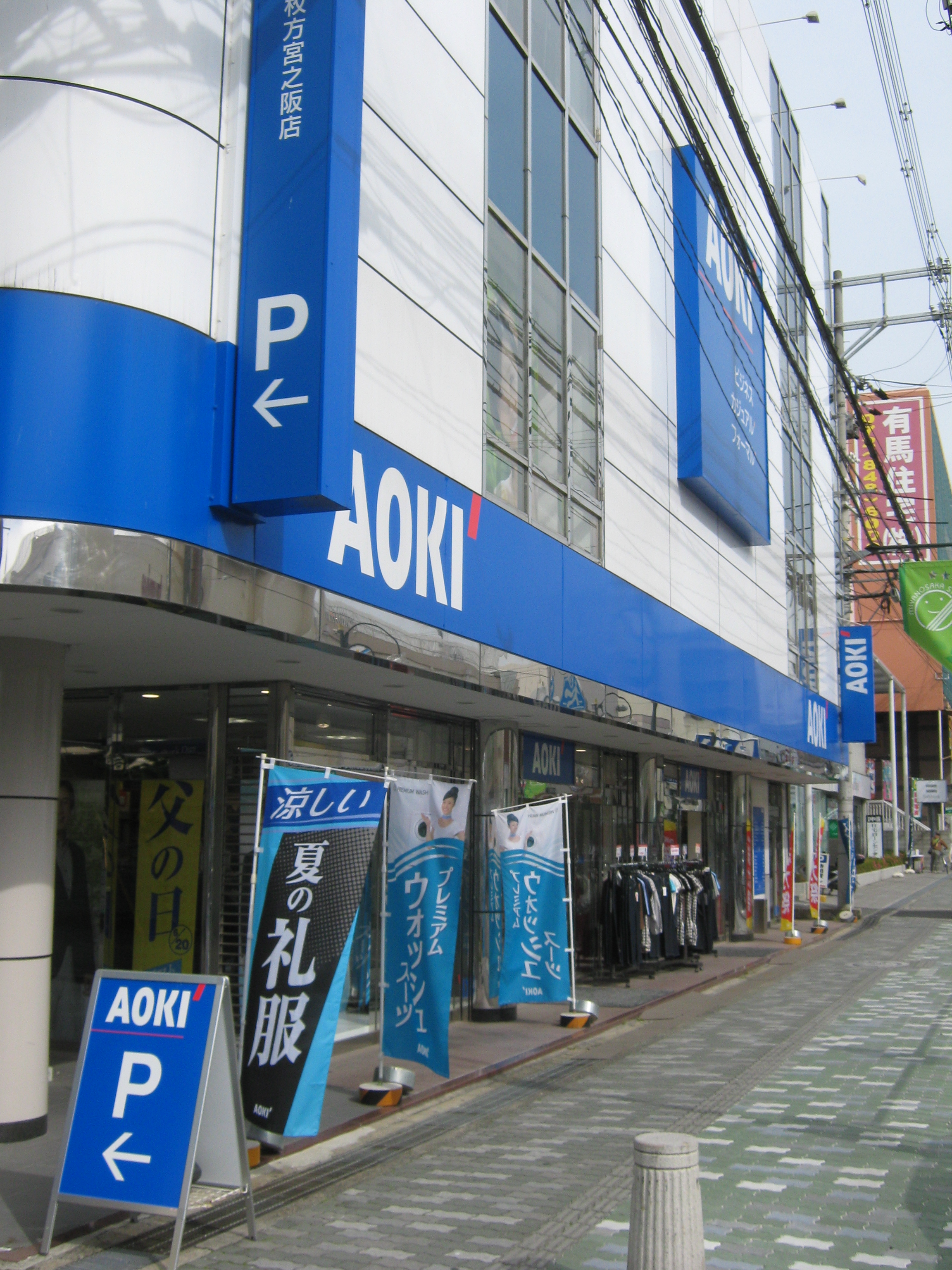
枚方宮之阪店　スーパーマーケットの真正面に出店し歩道から手の届くところに商品展示（大阪府枚方市）

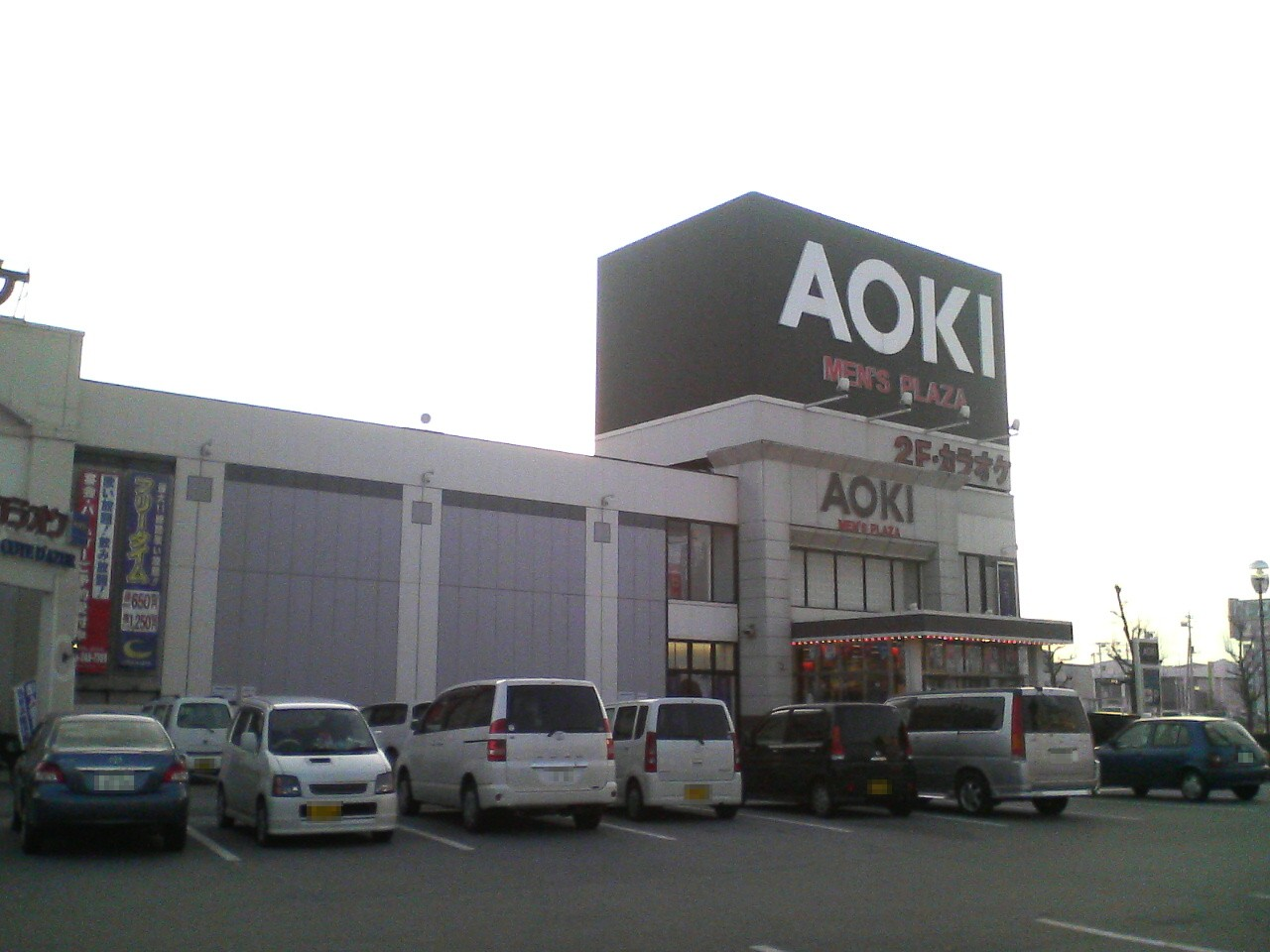
旧CIの店舗の例 メンズプラザアオキ田富リバーシティ店（山梨県昭和町・2006年12月25日撮影）

株式会社AOKIホールディングス（アオキホールディングス、英: AOKI Holdings Inc.）は、神奈川県横浜市に本社を置くメンズ・レディスの衣料品及び服飾品の企画販売を主軸事業とする持株会社。主力は紳士服業界第2位の紳士服量販店「AOKI」。

## 沿革
- 1958年（昭和33年）9月 - 長野県更級郡篠ノ井町（現・長野市）に洋服の青木を創業。
- 1965年（昭和40年）7月 - 長野県篠ノ井市に株式会社洋服の青木（現アニヴェルセルHOLDINGS）を設立。
- 1968年（昭和43年）7月 - 洋服の青木が商号を株式会社アオキに変更。
- 1971年（昭和46年）11月 - オリジナル商品開発に着手。
- 1975年（昭和50年）4月 - 長野石堂本社ビル竣工。
- 1976年（昭和51年）8月21日 - アオキファッション販売株式会社を設立[1]。
- 1979年（昭和54年）8月 - 商品管理及び販売情報管理のため、コンピューターシステムを導入、稼動開始。
- 1980年（昭和55年）7月 - 商号を株式会社アオキファッションに変更[1]。
- 1981年（昭和56年）12月 - イタリアミラノのオートクチュールデザイナー アントニオ・フスコと技術提携。
- 1982年（昭和57年）12月 - 長野南高田店が紳士服専門店ワンフロアの売り場面積が日本最大になる。
- 1984年（昭和59年）10月 - 毛織産地の愛知県一宮市に商品本部開設。
- 1985年（昭和60年）9月 - 商号を株式会社アオキインターナショナルに変更し、CI導入（一番下の店舗写真）。
- 1986年（昭和61年）11月 - 本社を神奈川県横浜市緑区（現・都筑区）に移転。翌12月には本社ビルの1〜2階に首都圏最大級となる横浜港北総本店オープン。
- 1987年（昭和62年）4月 - 株式を、社団法人日本証券業協会東京地区協会に店頭売買銘柄として登録、公開。
- 1988年（昭和63年）8月 - 全店へのPOSレジスター導入。
- 1989年（平成元年）5月 - 東京証券取引所市場第二部に上場[1]。
- 1990年（平成2年）11月 - 横浜港北総本店、メンズ専門店世界最大級の売場面積1,000坪に増床。
- 1991年（平成3年）9月 - 東京証券取引所市場第一部に上場[1]。
- 1992年（平成4年）10月 - 愛知県尾西市（現:一宮市）に商品センター開設。
- 1993年（平成5年）9月 - 東レ・帝人との共同開発素材を使用した商品を企画・販売開始。
- 1994年（平成6年）9月 - 国際羊毛事務局他7社と共同開発、世界初「ウール100%形態安定スーツ」の販売開始。
- 1995年（平成7年）1月 - 阪神・淡路大震災被災地に防寒ハーフコート10,000着寄贈。
- 1998年（平成10年）10月 - インターネットホームページ開設。
- 1999年（平成11年）4月 - デザイナー島田順子と提携。
- 2000年（平成12年）
  - 2月 - 新ブランド・アイデンティティーを導入。シンボルマークとして地球と針と糸をモチーフにした「ミレニアムアース」を制定し、「AOKI」のロゴタイプも変更[広報 2]。
  - 10月 - 株式会社コート・ダジュールを設立。
- 2002年（平成14年）
  - 7月 - 株式会社コート・ダジュールが株式会社ヴァリックに商号変更。
  - 10月 - 株式会社ウエディングスを子会社化。
- 2003年（平成15年）
  - 6月 - 株式会社トリイと業務・資本提携。
  - 12月 - 株式会社ヴァリックがジャスダック市場に上場。
- 2004年（平成16年）9月 - 「スーツダイレクト」をトータルコーディネートショップ「オリヒカ」に転換。
- 2005年（平成17年）
  - 4月 - 株式会社ウエディングスが株式会社ラヴィスに商号変更。
  - 9月 - ゼビオ株式会社から紳士服小売事業（ゼビオメンズ）11店及びメディア小売事業8店を譲受。
  - 10月 - 株式会社トリイを吸収合併。新CIを導入し、シンボルマークが従来の「ミレニアムアース」から現在使用されている「AOKI'」に変更となり、店舗のブランド名も「メンズプラザアオキ」から「アオキ」に変更[広報 1]。アオキに新装する旧トリイ店舗と新規出店のアオキ店舗は、現在の店舗ロゴ「AOKI'」を使用開始。
  - 12月 - 株式会社ラヴィスがジャスダック市場に上場。
- 2006年（平成18年）
  - 4月 - 商号を株式会社AOKIホールディングスに変更し、事業持株会社化及び社内カンパニー制を導入。商号変更による既存店新装開店に伴い、現在の店舗ロゴ「AOKI'」に順次変更。
  - 8月 - 同業で福岡市の大証2部上場フタタに友好的TOB（株式公開買付け）と株式交換を組み合わせた経営統合を提案するも、フタタはAOKI案に拒否反応を示し、筆頭株主で提携関係にある東証1部上場の同業コナカとの経営統合を選択。
  - 11月 - 本社を東京都港区北青山（アニヴェルセル表参道と同一住所）に移転、横浜市都筑区葛が谷の旧本社（横浜港北総本店と同一住所）を横浜本社とする。
- 2007年（平成19年）
  - 4月 - TOBによりカジュアル衣料品販売のマルフルを子会社化、6月には株式交換により完全子会社化した。
  - 11月 - 会社分割によるAOKIカンパニー・オリヒカカンパニー事業の分社化（新設会社：株式会社AOKI・株式会社オリヒカ）、それに伴う純粋持株会社体制への移行、およびジャスダック市場に上場している子会社「ヴァリック」ならびに「ラヴィス」の株式交換による完全子会社化を発表。
- 2008年（平成20年）
  - 4月1日 - AOKI・オリヒカ各カンパニーの分社化、ならびにヴァリック・ラヴィス両社の完全子会社化を実行、正式に純粋持株会社体制に移行した。
  - 5月31日 - 九州地方の福岡県で3店舗がオープン。CMにはローカルタレントの福田健次、深町健二郎、中島浩二が出演。
- 2010年（平成22年）
  - 4月 - 株式会社AOKIが株式会社オリヒカを吸収合併。
  - 10月1日 - 株式会社ラヴィスがアニヴェルセル株式会社に商号変更。
- 2011年（平成23年）7月 - 本社を神奈川県横浜市都筑区茅ケ崎中央に移転。
- 2019年（令和元年）10月 - 株式会社ヴァリックが株式会社快活フロンティアに商号変更。
- 2022年（令和4年）6月 - 株式会社快活フロンティアの東英和社長が創業系以外で初の社長に就任[2]。株式会社ランシステムを子会社化。

## 事業内容

### ファッション事業
株式会社AOKIが、「AOKI」「ORIHICA」「Size MAX」の店舗を運営する。
店舗数（2022年3月31日現在）
- AOKI 504店舗、
- ORIHICA 108店舗

### アニヴェルセル・ブライダル事業
アニヴェルセル株式会社が、挙式披露宴施設、記念日をテーマとした物販、カフェを運営する。

### エンターテイメント事業
株式会社快活フロンティアが、カラオケルーム「コート・ダジュール」、複合カフェ「快活CLUB」フィットネスジム「FiT24」を運営する。

## スポーツ協賛事業
- 2006年からサッカーJリーグ・川崎フロンターレのオフィシャルスーツサプライヤーを株式会社AOKIのブランド「ORIHICA」が行っている[4]。
- 2016年からバスケットボールBリーグ・横浜ビー・コルセアーズのオフィシャルスポンサーをしている[5]。オフィシャルスーツの提供も行っている[6]。
- 2019年からベルギーのプロサッカーチーム・シント＝トロイデンVVのオフィシャルスーツサプライヤーを行っている。当初は株式会社AOKIのオーダースーツブランド「Aoki Tokyo」として[7]、その後はAOKIとして行っている[8]。

オリンピック関連
- 東京2020オリンピック・パラリンピック招致委員会の公式ウェアを手掛けた[9]。
- 2018年平昌オリンピックの日本代表選手団の式典用の公式服装を手掛けた[10]。
- 2020年東京オリンピックのオフィシャルサポーターである[11]。
- 2020年東京オリンピックの日本代表選手団の式典用と開会式用の公式服装を手掛けた[9][12]。
- なお上記に関しては不祥事も参照

## 事件・事故・不祥事等

### 労使問題
2010年9月9日、AOKIグループユニオンが神奈川県労働委員会に対し、不当労働行為の救済申し立てを行った。ユニオンは「会社側が異動や解雇をほのめかす違法な脱退勧奨をした」と訴えた。株式会社AOKIは「不当労働行為はなかった」 とコメントを公表した。2011年8月1日、AOKI経営側が組合活動への一連の介入を認め、神奈川県労働委員会において労使の和解が成立した。

### 東京五輪スポンサー関連での大会組織委員会への贈賄
同社は2020年東京オリンピック・パラリンピックの公式スポンサーである「オフィシャルサポーター」となっていた。だが、開催から1年後の2022年7月になり、スポンサー契約の際、大会組織委員会理事の高橋治之に対し、賄賂を贈っていたという疑惑が明らかになった。
AOKI前会長の青木拡憲とコンサルティング会社「コモンズ」を経営する立場でもあった高橋との間でのやり取りが進み、2017年9月に、AOKIグループの資産管理会社であるアニヴェルセルHOLDINGSと契約が結ばれた。この契約で、高橋が青木に同社がスポンサーになったらどうかと打診し、その見返りとして、2017年10月から大会閉幕後の2022年3月までの5年間にわたり、高橋のコンサルティング会社であるコモンズ名義の口座にAOKI側が毎月50万～100万円ずつ、総額5100万円を支払った。
また、これとは別にAOKI側が、最低ラインで15億円になるスポンサー料を高橋の口利きで半額の7.5億円にしてもらう見返りに、大会組織委員会に支払うのではなく、大会組織委のマーケティング専任代理店としてスポンサー選定に関与していた電通子会社に、高橋の要求する先払いを名目に7.5億円のうち2.5億円をまず支払った。このうち1.2億～1.3億円あまりがコモンズに渡り、2千万～3千万円がADKホールディングスなどの広告代理店を通じて、日本オリンピック委員会（JOC）に加盟する日本馬術連盟と日本セーリング連盟に渡り、残りの1億円あまりが五輪関係の有力政治家ルートに渡ったとされる コモンズに渡った1.5億円の大部分は、高橋が経営する東京都内のステーキ店の借金返済などに充てられたとされている。さらに2.5億円あまりが渡ったこれら関係先には刑法の業務上横領罪の適用も視野に入る。
さらに、AOKIは、2021年2月まで大会組織委員会の会長を務めていた元首相の森喜朗に200万円を手渡していた疑いが持たれている。
そして、この契約開始から1年後の2018年10月にAOKIはスポンサーに選定された。なお、AOKIはオフィシャルサポーター（五輪スポンサーでは最も小さい扱いで、自社ロゴマークの使用は禁止）として選定されていたものの、スーツなどの大会公式グッズの販売や2021年7月23日の東京五輪開会式での日本代表のユニフォームを手掛けるなどして五輪に携わっていた。なお、大会組織委員会がオフィシャルサポーターのスポンサー費用として同業他社に提示した金額は15億円以上だったが、AOKIは、理事の取り計らいで3分の1の5億円でスポンサーに就くことができたとされる。
東京地検特捜部は2022年7月26日、東京都世田谷区の高橋の会社兼自宅の家宅捜索に踏み切った。なお、高橋が過去に専務や顧問を務めていた東京都港区の電通本社ビルの家宅捜索にも踏み切った。
翌27日には、東京地検特捜部が東京都渋谷区の青木の自宅と、東京都新宿区の都庁内にある大会組織委員会（2022年6月30日に解散済み）の清算法人を家宅捜索した。さらに、28日には、横浜市のAOKIホールディングス本社を家宅捜索した。
2022年8月17日、東京地検特捜部は青木らAOKI幹部3人を贈賄容疑で、高橋を受託収賄容疑で逮捕した。
大会組織委員会の高橋はみなし公務員という立場であり、企業からの金品の受領は違法とされている。これに対しAOKIの青木は逮捕前、「高橋元理事が『みなし公務員』とは知らなかった」として送金の事実は認めたものの、贈賄には当たらないと主張していた。しかし、逮捕後に青木は、「高橋さんは組織委の実力者だったので、部下に『毎月100万円を払っているのだから、しっかりお願いしろ』と指示した」などと供述し、同時に逮捕されたAOKI前社長も「高橋容疑者が組織委理事と認識していた」と、賄賂を認める供述をしている。
なお、その後の特捜部の調べで、2022年9月には、AOKIと同じオフィシャルサポーターであったKADOKAWAのスポンサー選定にも高橋が関与していた疑いが明らかになり、9月6日、高橋の高校・大学の後輩にあたる芳原世幸KADOKAWA顧問らも逮捕された。同日、特捜部は青木ら3人を贈賄罪で、高橋を受託収賄罪で起訴した。なお、翌7日に青木ら3人は計4億5300万円を支払い、東京拘置所から保釈された。
2023年4月21日、東京地方裁判所は、贈賄罪で青木に懲役2年6月（執行猶予4年）、青木の弟で元副会長の宝久に懲役1年6月（執行猶予3年）、元専務執行役員の上田雄久に懲役1年（執行猶予3年）の有罪判決を言い渡した。控訴期限の5月8日までに検察側、被告側双方が控訴しなかったためこの判決が確定した。

## テレビ番組
- 日経スペシャル カンブリア宮殿 安さと高機能を両立させろ（2012年5月31日、テレビ東京）[37]

## CM出演者

### 現在
- 今田美桜
- 上戸彩
- timelesz
- なにわ男子[38]

### 過去
- 松坂桃李
- 山崎あみ
- 川栄李奈
- 飯豊まりえ
- 平祐奈
- 中島裕翔
- 高橋颯
- 田島将吾
- 長妻怜央
- 鈴木舜映
- 安座間美優
- 山本美月
- AKB48
- 亀梨和也
- 草野仁
- 東山紀之
- 菊川怜
- かまやつひろし
- 和泉元彌
- カズレーザー
- 松重豊
- イモトアヤコ
- かまいたち

## その他
- 神奈川県横浜市都筑区にある東京横浜独逸学園には、同じ区内に本社を置くAOKIホールディングスが寄贈したベルリンの壁の一部が保管されている[39]。